# Kragerøvassdraget
Der Kragerøvassdraget (auch Tokevassdraget oder Drangedalsvassdraget) ist ein Flusssystem im Fylke Telemark in Norwegen. Er umfasst den See Tokke, in der Kommune Drangedal gelegen, mit seinen Zuflüssen und seinen Abfluss über die Kammerfosselva zum Kilsfjord und ins Skagerrak. Das Einzugsgebiet des Flusssystems beträgt etwa 1.242 km².
Die wichtigsten Zuflüsse zum Tokke sind:
- Gautefallelva
- Suvdøla
- Tørneselva/Storelva
- Abfluss aus den Seen Nakksjøen und Tveitvatnet

Der Abfluss des Tokke liegt im Süden bei Merkebekk und wird von der Kammerfosselva gebildet. Der Abfluss ändert entlang seiner Strecke zum Meer mehrmals seinen Namen:
- Lundereidelva von Merkebekk über Dalsfoss bis zum See Farsjø (38 moh.).
- Fossane und Tisjø vom Farsjø bis zum See Tveitereidvannet (27 moh.).
- Vadfosselva von Tveitereid bis zum Vafoss.
- Kammerfosselva von Vafoss über Kammerfoss bis zum Kilsfjord in der Kommune Kragerø.

## Wasserkraftnutzung

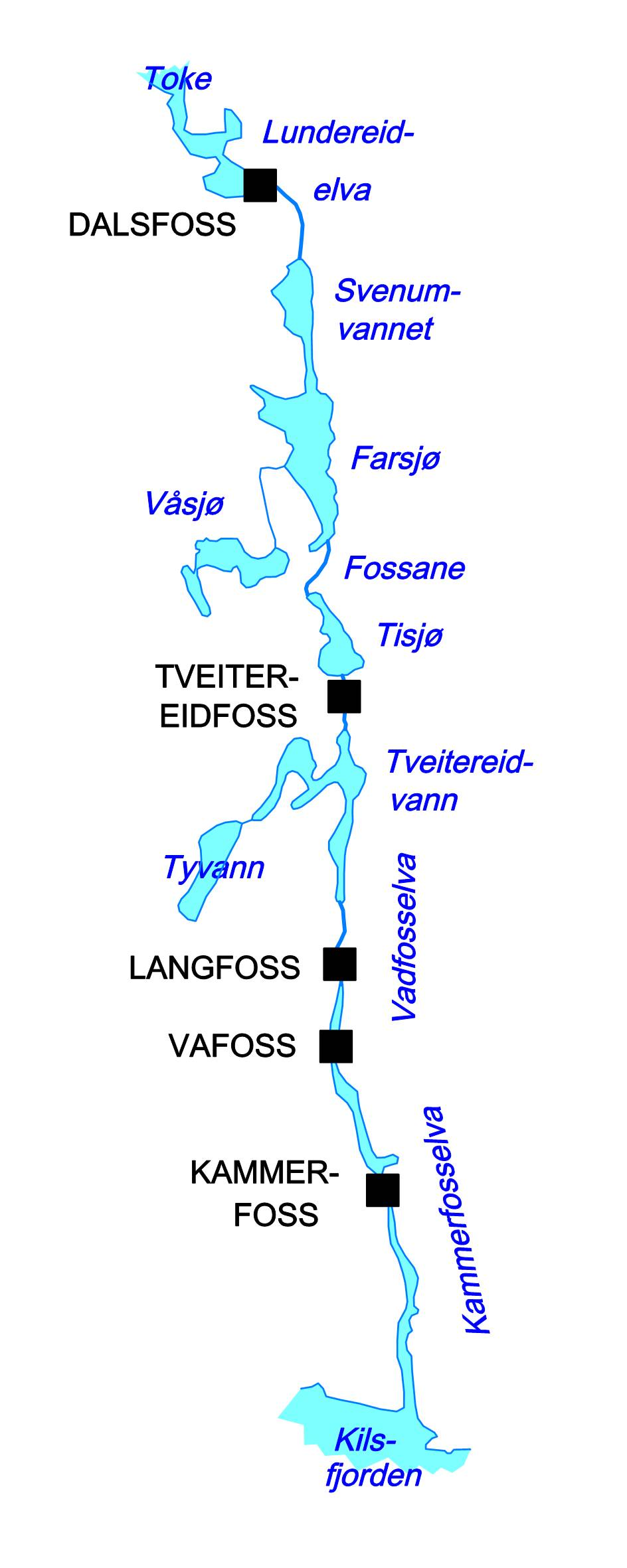

Im Flusssystem befinden sich sieben Wasserkraftwerke mit einer Gesamtjahresleistung von 123 GWh; zwei davon liegen an der Suvdøla im Drangedal, fünf entlang dem Abfluss des Tokke.
Die Anlagen aufgelistet von Norden nach Süden sind:
| Name                     | Fertig- stellung | Leistung in MW | Jahres- leistung in GWh | Fallhöhe in m | Anzahl Turbinen | Stausee          | Betreiber       |
| ------------------------ | ---------------- | -------------- | ----------------------- | ------------- | --------------- | ---------------- | --------------- |
| Suvdøla kraftverk        | 1960             |                | 30                      |               | 1               |                  | Drangedal everk |
| Suvdal kraftverk         | 2004             | 2,6            | 10                      |               | 2               |                  | Drangedal everk |
| Dalsfoss kraftverk       | 1907             | 6.3            | 32                      | 18–22         | 3               | Tokke            | Skagerak Kraft  |
| Tveitereidfoss kraftverk | 1955             | 2,6            | 14                      | 9             | 1               | Tisjø            | Skagerak Kraft  |
| Langfoss kraftverk       | 1955             | 2,4            | 12                      | 7             | 1               | Tveitereidvannet | Skagerak Kraft  |
| Vafoss kraftverk         | 1954             | 3              | 15                      | 13            | 2               |                  | Skagerak Kraft  |
| Kammerfoss kraftverk     | 1958             | 1,9            | 10                      | 13            | 1               |                  | Skagerak Kraft  |